# Bertil Guve
José Bertil Gonzalez Guve, född 9 september 1970 i Tyresö församling, Stockholm, är en svensk civilingenjör och tidigare barnskådespelare.

## Biografi
Guve växte delvis upp i Madrid; hans far är spanjoren JoséMa González Castro och han mor svenskan Berit Guve. Han medverkade i Lasse Hallströms film Kom igen. Därefter fick han rollen som Alexander i Ingmar Bergmans film Fanny och Alexander.
Guve utbildade sig sedan till civilingenjör och doktorerade i industriell ekonomi vid KTH. Hans avhandling handlade om det mänskliga omdömet och utövandet av omdömesbaserade beslut, bland annat med Industrifondens beslut att satsa pengar i högriskföretaget Elekta som fallstudie. Den 1 januari 2007 blev Guve chef för Centrum för teknik i medicin och hälsa, ett samarbete mellan Karolinska Institutet, KTH, Stockholms läns landsting och Karolinska sjukhuset..   
Han har även varit med sedan starten i utvecklingen av det medicintekniska företaget Exoneural Network AB som bland annat utvecklat The Exopulse suit, en dräkt som med hjälp av krypström genererar avslappning för ofrivilligt spastiska muskler, såsom vid cerebral pares, MS, stroke och Parkinsons sjukdom.[källa behövs] Företaget såldes år 2021 till den stora tyska medicintekniska koncernen Ottobock. Guve är rådgivare till Barncancerfonden och har även varit ledamot i flertal styrelser, bland annat hos Skandia Fonder och ett antal medicintekniska företag.[källa behövs]

## Filmografi
- 1981 – Kom igen
- 1982 – Fanny och Alexander
- 1984 – Efter repetitionen